# Das (estudio)
DAS es un estudio de cine pornográfico japonés.

## Historia
DAS forma parte del mayor grupo de empresas audiovisuales de Japón, Hokuto Corporation, con sede en el distrito de Ebisu, dentro del barrio de Shibuya (Tokio). DAS se especializa en vídeos de violación simulada, bukkake, nakadashi (creampie) y humillación con actrices conocidas. La empresa se fundó en 2007 y lanzó sus primeros cuatro vídeos el 25 de abril de ese año. Estos vídeos estaban protagonizados por Maria Ozawa, Rin Suzuka, Reina Matsushima y Rin Aoki, cuatro actrices que se trasladaron a la nueva empresa desde otra compañía de Hokuto Corporation, S1 No. 1 Style.
DAS publica en total unos cuatro vídeos originales y recopilatorios al mes. El estudio utiliza códigos de producto que empiezan por "DASD" para sus vídeos originales y "DAZD" para las obras recopilatorias. En abril de 2014, los últimos vídeos eran DASD-250 y DAZD-057. El sitio web DMM, el brazo de distribución de las empresas de la Corporación Hokuto, enumeraba más de 200 DVD bajo el nombre del estudio DAS en septiembre de 2011. La empresa también publica vídeos en formato Blu-ray. En marzo de 2010, DAS anunció el debut de un nuevo sello "Platinum" (プラチナ, Purachina).
DAS fue una de las 22 empresas que participaron en los Vegas Night Awards de 2007 patrocinados por Hokuto y también fue uno de los 37 estudios en los Moodyz Awards de 2008.

## AV Grand Prix
DAS nominó obras tanto para el concurso AV Grand Prix de 2008 como para el de 2009. Su trabajo de 2008 fue Anal Sex Real Nakadashi (肛門性交生中出し 小澤マリア), protagonizado por Maria Ozawa y dirigido por Hokusai. El trabajo de 2009, The QUEEN of DAS!, era un vídeo recopilatorio de escenas de trabajos anteriores de Maria Ozawa. El título ganó el premio al mejor vídeo de violencia.

## Actrices
Algunas AV Idols que han actuado para DAN han sido:
- Rin Aoki
- Hikari Hino
- Bunko Kanazawa
- Reina Matsushima
- Yuka Osawa
- Maria Ozawa
- Asami Sugiura
- Hitomi Tanaka
- Maki Tomoda